# Hoppla, hier kommt Merton!
Hoppla, hier kommt Merton! (Originaltitel: Merton of the Movies) ist eine US-amerikanische Filmkomödie aus dem Jahr 1947 von Robert Alton mit Red Skelton und Virginia O’Brien in den Hauptrollen. Der Film wurde von Metro-Goldwyn-Mayer produziert und basiert auf dem Roman Merton of the Movies von Harry Leon Wilson und dem gleichnamigen Bühnenstück von George S. Kaufman und Marc Connelly.

## Handlung
Die Kleinstadt Tickerton in Kansas im Jahr 1915. Merton Gill, ein naiver Platzanweiser in Mr. Gashwilers Kino wird entlassen, weil er zu viel Zeit damit verbracht hat, Filme anzusehen und von einer Zukunft als Leinwand-Idol zu träumen. Im Büro des Kinos vereitelt Merton einen Raubüberfall, indem er Techniken zur Verbrechensbekämpfung einsetzt, die er aus den Filmen seines Lieblingsfilmstars Lawrence Rupert gelernt hat. Merton wird als Held gefeiert, und als Ruperts Presseagenten in den Zeitungen über ihn lesen, beschließen sie, ihn nach Hollywood zu holen und seinen Ruhm zu nutzen, um Ruperts schwindende Karriere wiederzubeleben.
Unmittelbar nach seiner Ankunft in Hollywood wird Merton zu Rupert gebracht und für Werbefotos mit dem Star herausgeputzt. Merton hat Ehrfurcht vor seinem Lieblingsstar, aber Rupert ignoriert ihn und nach der Sitzung raten ihm Ruperts Mitarbeiter, nach Hause zurückzukehren. Entschlossen, ein Star zu werden, bleibt Merton in Hollywood, nimmt den Künstlernamen „Clifford Armitage“ an und beginnt, nach Arbeit zu suchen. Nach vielen gescheiterten Versuchen, beim Film Fuß zu fassen, nimmt Merton einen Job als Aufseher im Goodfellows-Männerclub an. In seiner Freizeit sucht Merton nach Arbeit als Statist im Mammoth Studio und freundet sich hier mit dem Stunt-Double Phyllis Montague an. Merton wird schließlich von seinem Job im Goodfellows-Club entlassen, als er versehentlich eine Tüte Glühbirnen fallen lässt und die Stille im „Over 70“-Raum stört. Phyllis hilft Merton, den Weg zum Set von Jeff Bairds Komödie zu finden. Merton freundet sich dort mit der Hauptdarstellerin Beulah Baxter an. Er erhält einen Auftrag als Statist für den Film von Regisseur Von Strutt, wird jedoch bald wegen Overacting entlassen.
Rupert ist unterdessen bei einem weiteren seiner Alkoholexzesse verschwunden, und während die Studiobosse nach ihm suchen, gelingt es Phyllis, seine Rolle in eine Comedy-Rolle umzuwandeln und ihn durch Merton zu ersetzen. Phyllis, die sich in Merton verliebt hat, weiß, dass er keine komischen Rollen spielen möchte, deshalb verheimlicht sie ihm absichtlich die Wahrheit über die Rolle. Als Ruperts Presseagenten erfahren, dass Merton Ruperts Rolle als Komödie gespielt hat, drohen sie ihm mit Konsequenzen, falls der Film dem Ruf ihres Klienten schade. Merton glaubt, dass er eine rein dramatische Rolle gespielt hat, doch bei einer Vorführung des fertigen Films stellt er schockiert fest, dass seine Darstellung so bearbeitet wurde, dass er komisch wirkt. Merton ist vom Lachen des Publikums beleidigt und von Hollywood desillusioniert, bis Phyllis ihn davon überzeugt, dass sein wahres Talent in der Komödie liegt.

## Hintergrund
Gedreht wurde der Film von Mitte August bis Anfang Oktober 1946. Nachdrehs wurden im Februar 1947 gefertigt. Drehort waren die MGM-Studios in Culver City.
1944 erwarb MGM die Filmrechte für 60.000 Dollar (2024: ca. eine Million Dollar) von Paramount Pictures. Geplant war eine Verfilmung mit Robert Walker oder Frank Sinatra in der Titelrolle.
1947 wurde gemeldet, dass der Film einer von drei MGM-Produktionen war, die durch Drehbuchumschreibungen und Nachdrehs erheblich verspätet veröffentlicht werden sollten. Bei den Nachdrehs wurden mehrere Darsteller ersetzt. So wurden John Emery durch Leon Ames und Charles Halton durch Harry Hayden ersetzt. Szenen anderer Darsteller der ersten Dreharbeiten wurden aus der Endfassung geschnitten.
In den Szenen mit den Keystone Kops spielten einige der originalen Darsteller mit, so z. B. die Conklin-Brüder, Vernon Dent und Clarence Hennecke.
Howard Campbell und Cedric Gibbons oblag die künstlerische Leitung. Edwin B. Willis war für das Szenenbild zuständig, Irene Lentz, Helen Rose und Arlington Valles für die Kostüme. Verantwortlicher Toningenieur war Douglas Shearer.

## Synchronisation
Die deutsche Synchronfassung entstand 1988 im Auftrag der Berliner Synchron GmbH Wenzel Lüdecke unter der Dialogregie von Norbert Langer, der auch das Dialogbuch schrieb.
| Rolle           | Schauspieler     | Deutscher Synchronsprecher |
| --------------- | ---------------- | -------------------------- |
| Merton Gill     | Red Skelton      | Ulrich Gressieker          |
| Beulah Baxter   | Gloria Grahame   | Eva-Maria Werth            |
| Lawrence Rupert | Leon Ames        | Gerd Holtenau              |
| Frank Mulvaney  | Alan Mowbray     | Heinz Theo Branding        |
| Jeff Baird      | Charles D. Brown | Heinz Giese                |
| Phil            | Douglas Fowley   | Lutz Riedel                |

## Veröffentlichung
Die Premiere des Films fand am 11. Oktober 1947 statt. In Österreich kam er am 23. November 1950 in die Kinos. In der Bundesrepublik Deutschland wurde er am 20. Mai 1989 im deutschen Fernsehen ausgestrahlt.

## Kritiken
Der Filmkritiken-Aggregator Rotten Tomatoes hat in einer Auswertung ein Publikumsergebnis von 45 Prozent positiver Bewertungen ermittelt.
Das Lexikon des internationalen Films schrieb, dass der Film „durch eine Fülle amüsanter Gags und gut aufgelegte Darsteller unterhält und gleichzeitig die gute alte Stummfilmzeit Hollywoods verklärend auferstehen läßt.“
Die Filmzeitschrift Cinema befand: „Die Gags sind etwas überholt, aber die Atmosphäre jener Tage ist toll getroffen.“